# 扬中市西沙芦柳管理所
扬中市西沙芦柳管理所，是中华人民共和国江苏省鎮江市扬中市下辖的一个类似乡级单位。

## 行政区划
下辖以下地区：
芦柳管理所虚拟社区。